# Henry Vane (2e duc de Cleveland)
Pour les articles homonymes, voir Henry Vane et Vane (homonymie).
Henry Vane, 2e duc de Cleveland (6 août 1788 – 18 janvier 1864) est un pair britannique, homme politique et officier de l'armée.

## Biographie
Il est le fils aîné de William Vane et de sa première épouse, Katherine, la deuxième fille de Harry Powlett (6e duc de Bolton). En 1792, son père hérite du comté de Darlington de son père, après quoi Vane devient vicomte Barnard.
En 1812 Barnard est élu député pour le comté de Durham, un siège qu'il occupe jusqu'en 1815. Il est alors député de Winchelsea de 1816 à 1818, Tregony de 1818 à 1826, Totnes de 1826 à 1830, Saltash de 1830 à 1831 et, enfin, pour le Sud de Shropshire de 1832 à 1842. En 1827, son père est promu dans la Pairie comme marquis de Cleveland puis Duc de Cleveland en 1833, après quoi Barnard devient comte de Darlington après la première promotion.
En 1815, il rejoint l'armée britannique, devenant lieutenant-colonel dans le 75e Régiment d'infanterie en 1824, Major général en 1851, Lieutenant général en 1857 et, enfin, général en 1863. En 1842, il hérite des titres de son père et est nommé Chevalier de la Jarretière la même année.
Le 18 novembre 1809 à St George's Hanover Square, il épouse Sophia Poulett (1785-1859), la fille aînée de John Poulett (4e comte Poulett). Il est mort sans enfants en 1864 et ses titres passent à son frère, William Vane (3e duc de Cleveland).

## Sources
- (en) Cet article est partiellement ou en totalité issu de l’article de Wikipédia en anglais intitulé « Henry Vane, 2nd Duke of Cleveland » (voir la liste des auteurs).
- Cokayne et coll., La Pairie Complète